# Томас Вільям Робертс
Томас Вільям Робертс або Том Робертс (англ. Thomas William Roberts; 8 березня, 1856, Дорчестер — 14 вересня, 1931, Калліста) — відомий австралійський художник, один з найбільших представників Гейдельберзької школи, реалістичної течії в австралійському живопису кінця XIX століття.

## Біографія
Том Робертс народився 8 березня 1856 року в англійському містечку Дорчестер у графстві Дорсет, в сім'ї Річарда Робертса, журналіста, і його дружини Матільди Агнес Кела (Еванс). Здобув освіту в граматичній школі Дорчестера. Після смерті батька сім'я іммігрувала до Австралії, де вже проживала частина родичів, оселившись в 1869 році в одному з передмість Мельбурна. Оскільки життя було непростим, Тому доводилося довгий час допомагати своїй матері шити на замовлення сумки. 
З 1870-х років він став цікавитися живописом, якому зазвичай навчався ночами під наглядом Луї Бувелота, відомого швейцарського художника, який переїхав до Австралії. В той самий час Робертс познайомився з низкою інших відомих художників, зокрема з Фредеріком Мак-Каббіном, який став одним з його найкращих друзів. У 1874 році він став ходити на вечірні заняття в школі Національної галереї Вікторії, де відвідував заняття з малювання Томаса Кларка, хоча навчався на фотографа. З 1877 до 1879 року навчався в Школі живопису при Національній галереї Вікторії, а в 1878 році також відвідував заняття з анатомії в Мельбурнській лікарні та Університеті Мельбурна. У 1880 році Робертс став членом Вікторіанської академії мистецтв.
У 1881 році він вирушив до Лондона для навчання в Королівській академії мистецтв, де навчався до 1884 року. За ці роки Робертс також відвідав Іспанію, Венецію, Париж, піддавшись сильному впливу імпресіонізму. У 1885 році повернувся назад в Австралію.
Протягом 1880-1890-х років Робертс працював в штаті Вікторія у своїй власній студії в місті Мельбурн. У 1896 році одружився з 35-річною Елізабет Вільямсон, яка незабаром народила сина. Велика частина його знаменитих робіт була написана саме в цей період життя. Крім того, Робертс вважався відмінним фахівцем у виготовленні рамок для картин, і в 1903-1914 роках, коли він вже мало займався живописом, його сім'я отримувала більшу частину доходу саме від продажів цих рамок.
У роки Першої світової війни Робертс жив в Англії, допомагаючи в одному з госпіталів. У грудні 1919 року він знову повернувся до Австралії. У 1928 році померла його перша дружина, і Робертс одружився з Джин Бойес. Помер він в 1931 році від раку недалеко від Мельбурна.

## Творчість
За свої роки життя Том Робертс написав велику кількість пейзажів і портретів (частина з них була написана в художньому таборі спільно з Мак-Каббіном), проте його найбільш відомими роботами, які принесли йому славу, вважаються два великих полотна: «Стрижка овець» (англ. Shearing the Rams) і «Велика картина» (англ. The Big Picture).
Картина «Стрижка овець» була розпочата під час візиту Робертса на вівчарську ферму в Броклесбі в південній частині Нового Південного Уельсу, а закінчена через кілька років в Мельбурні. Основним предметом твору стало вівчарство, яке в той час відігравало дуже важливу роль в економіці британської колонії, і його продукція становила основу експорту Австралії. Коли картина була вперше виставлена, багато фахівців піддали її критиці, вважаючи, що цю роботу важко віднести до творів високого мистецтва. Проте мотив «Стрижки овець» виявився дуже близьким багатьом австралійцям, хоча відображений процес не можна назвати повністю реалістичним.
Робертс приділив у своїй творчості значну увагу сільській тематиці, оскільки пишався працею звичайних австралійців. Процес стрижки овець відображений, наприклад, на картині «Золоте руно» (англ. The Golden Fleece), а людина, що займається рубанням дерев, на картині «Дровокол» (англ. Wood splitters). Багато творів Робертса є пейзажами або картинами на невеликих полотнах (наприклад, розміром з коробку від сигар).
На «Великій картині» відображене перше засідання Парламенту Австралії. Картина зберігається в Національній галереї Австралії.

## Картини

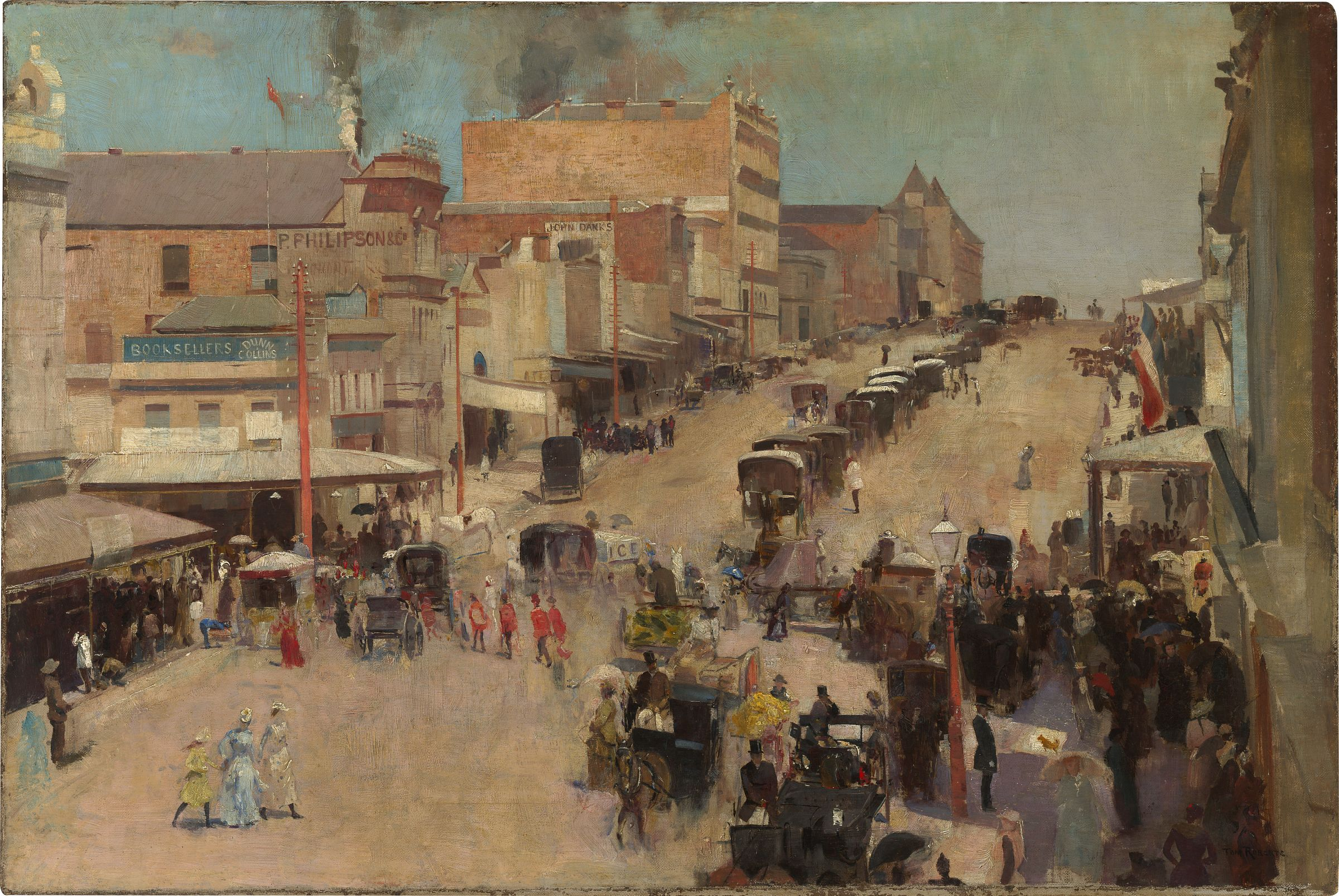
Бурк-стріт, 1886, Національна галерея Австралії
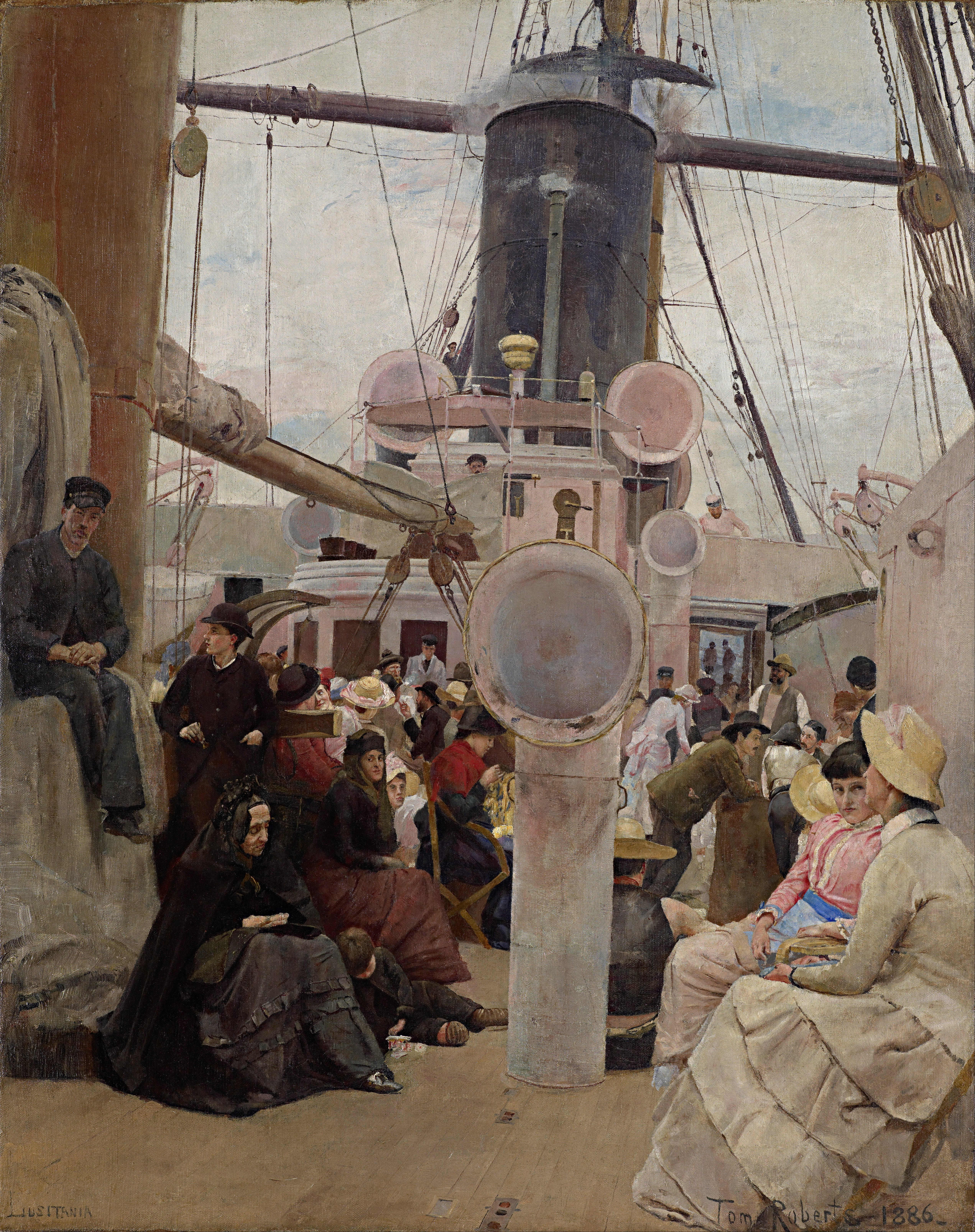
Прибуття на південь, 1886, Національна галерея Вікторії
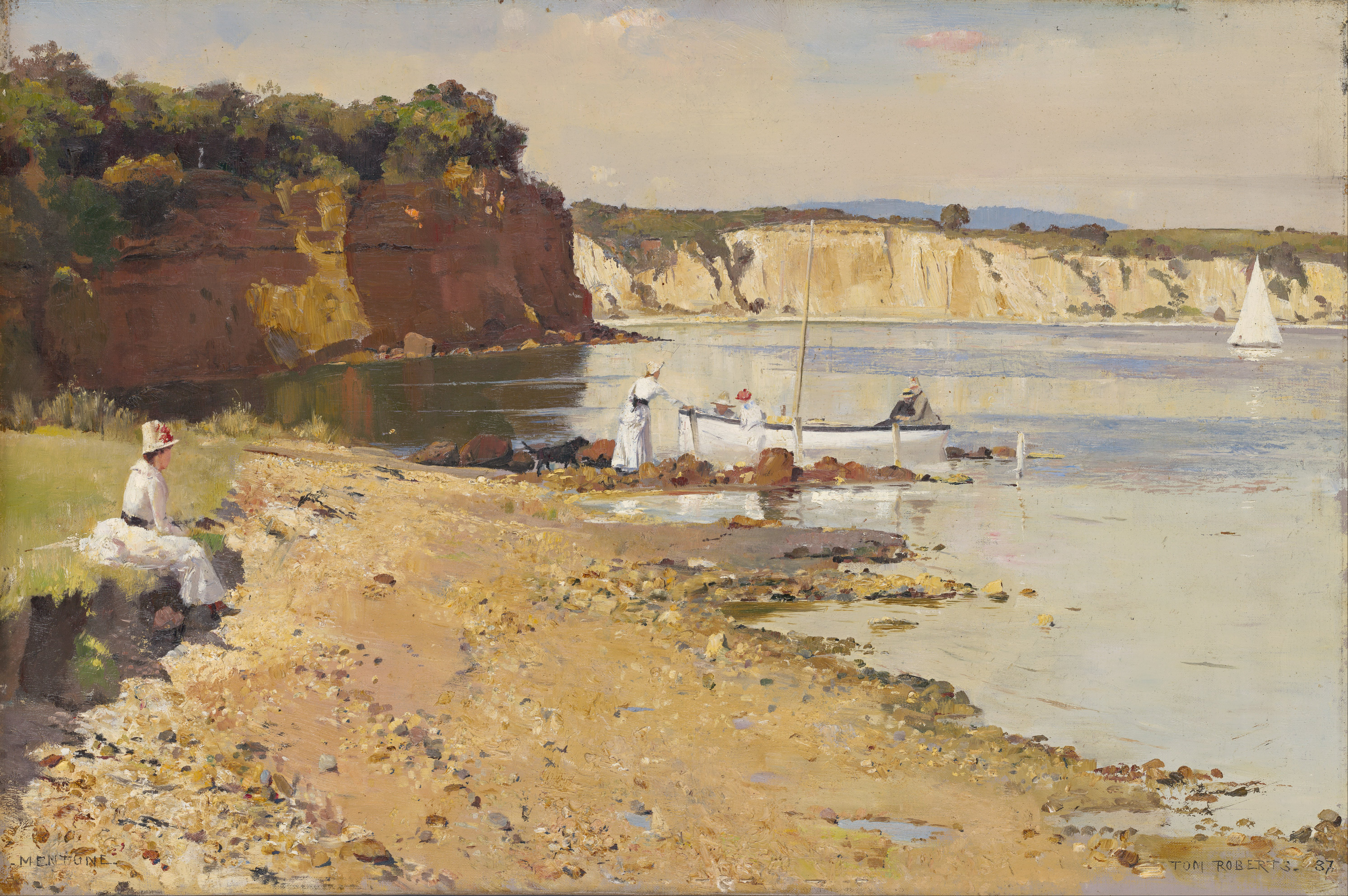
Спляче море, Ментон, 1887, Національна галерея Вікторії
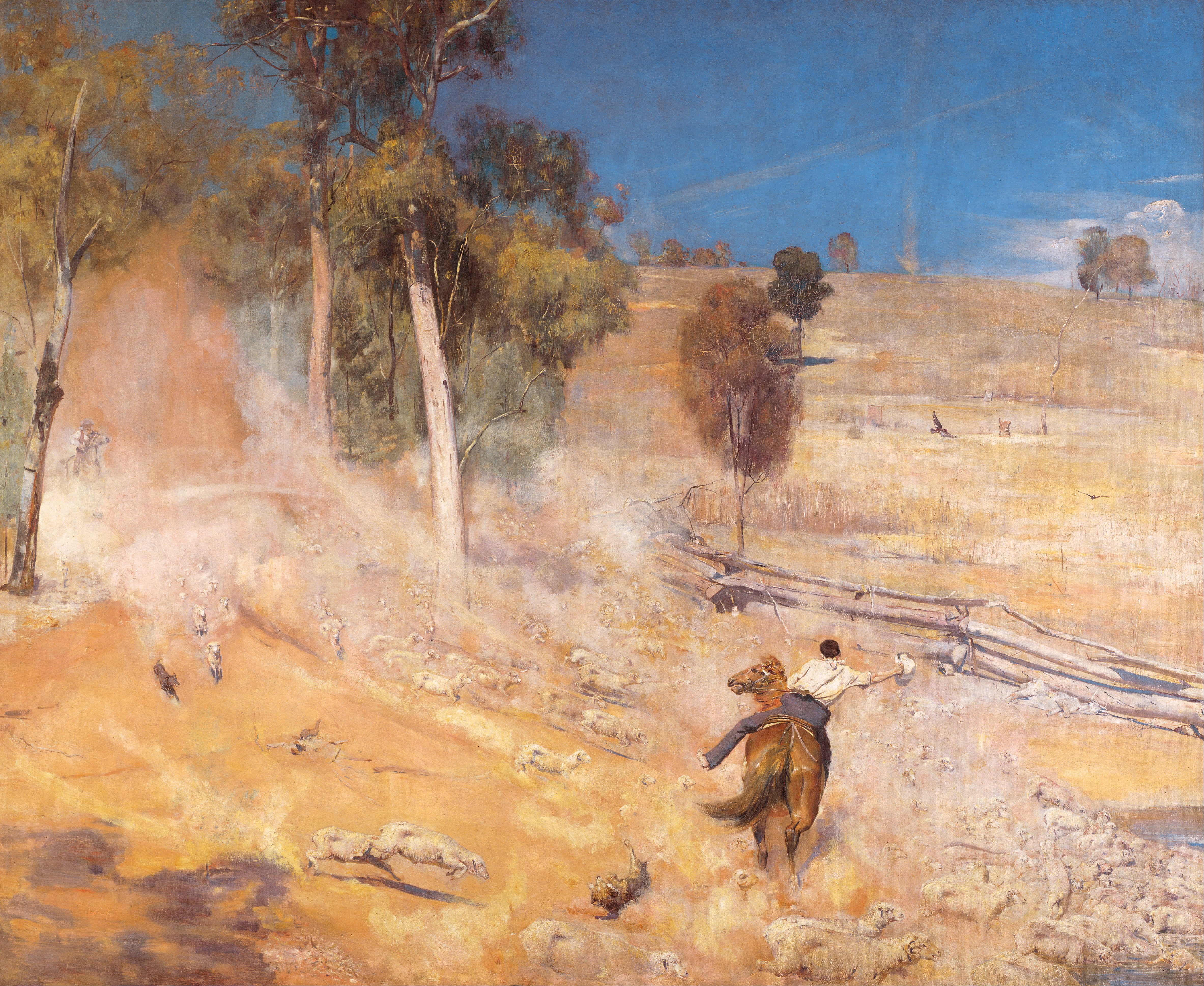
Втеча, 1891, Художня галерея Південної Австралії
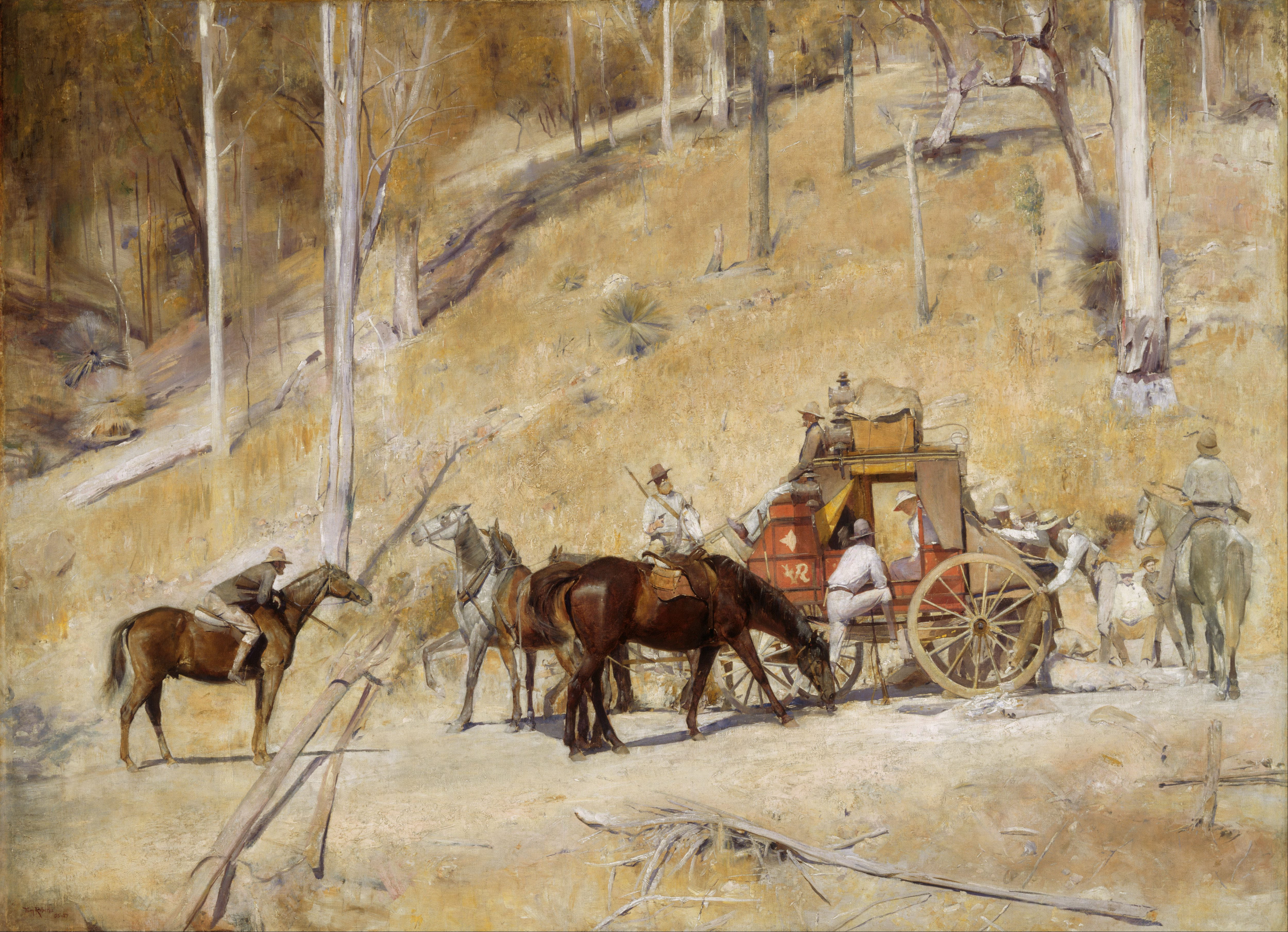
Пограбування, 1895, Художня галерея Нового Південного Уельсу
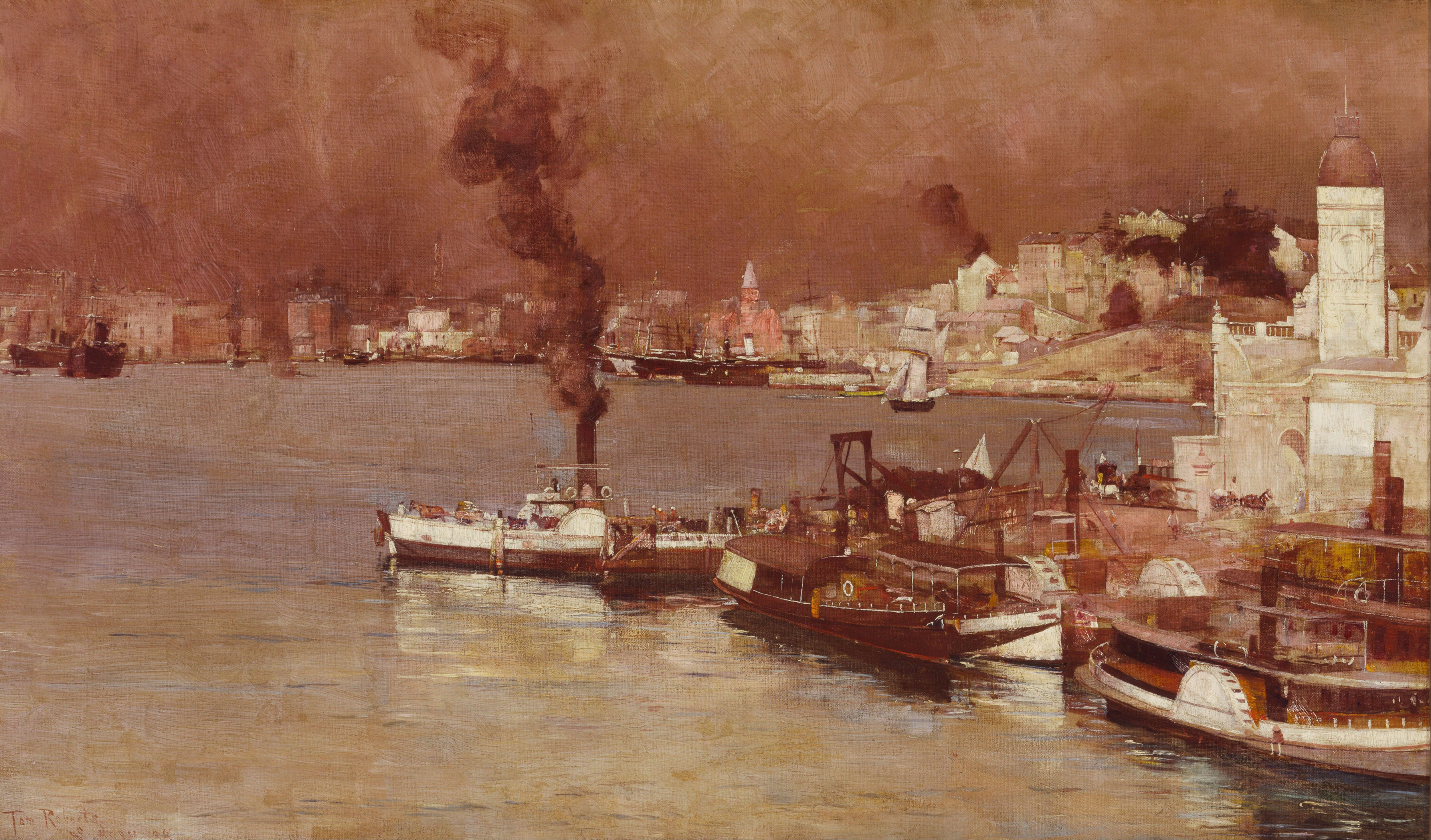
Осінній ранок, Мілсонс-Пойнт, Сідней, 1888, Художня галерея Нового Південного Уельсу
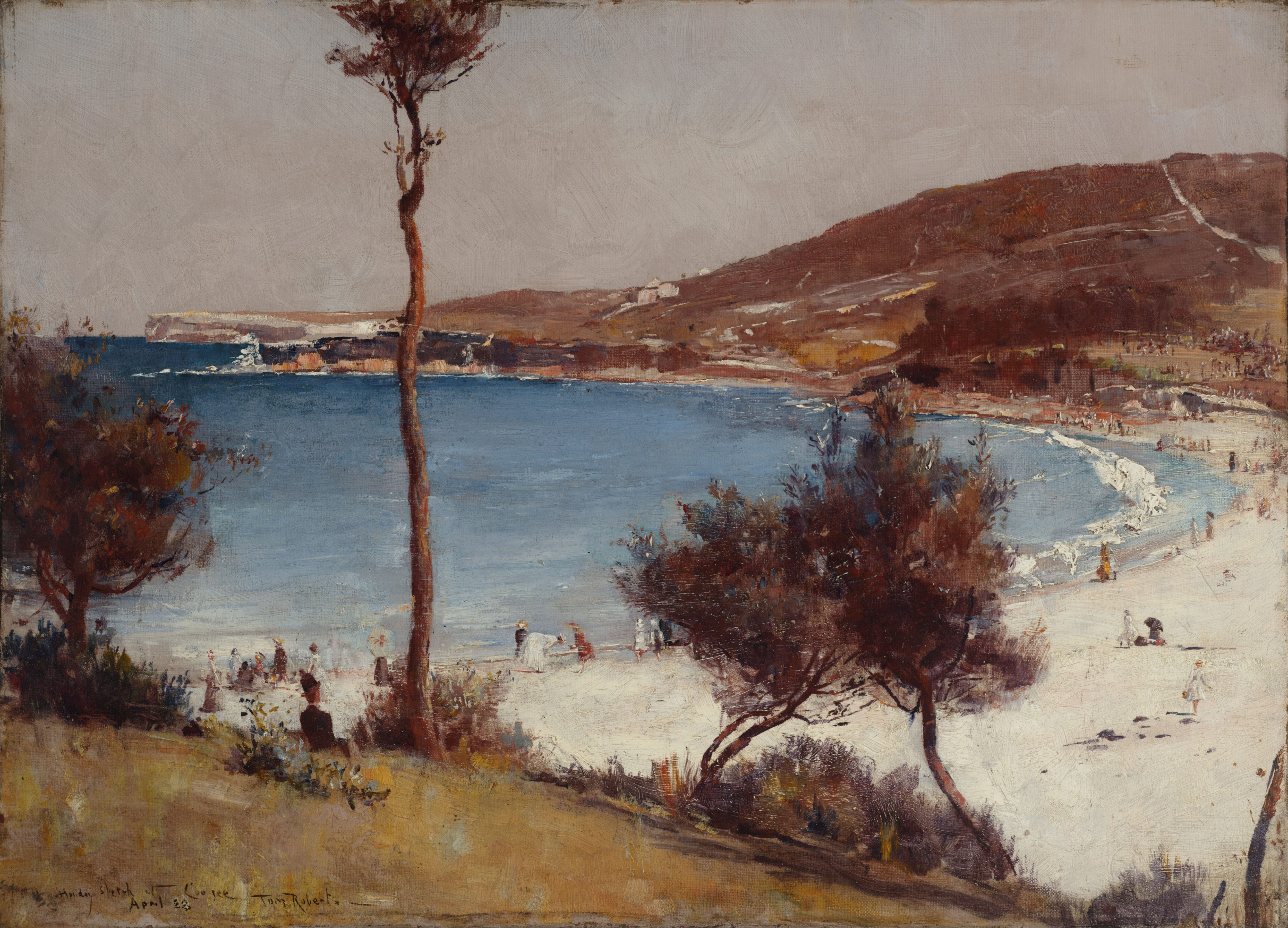
Святкова зарисовка у Кугі, 1888, Художня галерея Нового Південного Уельсу
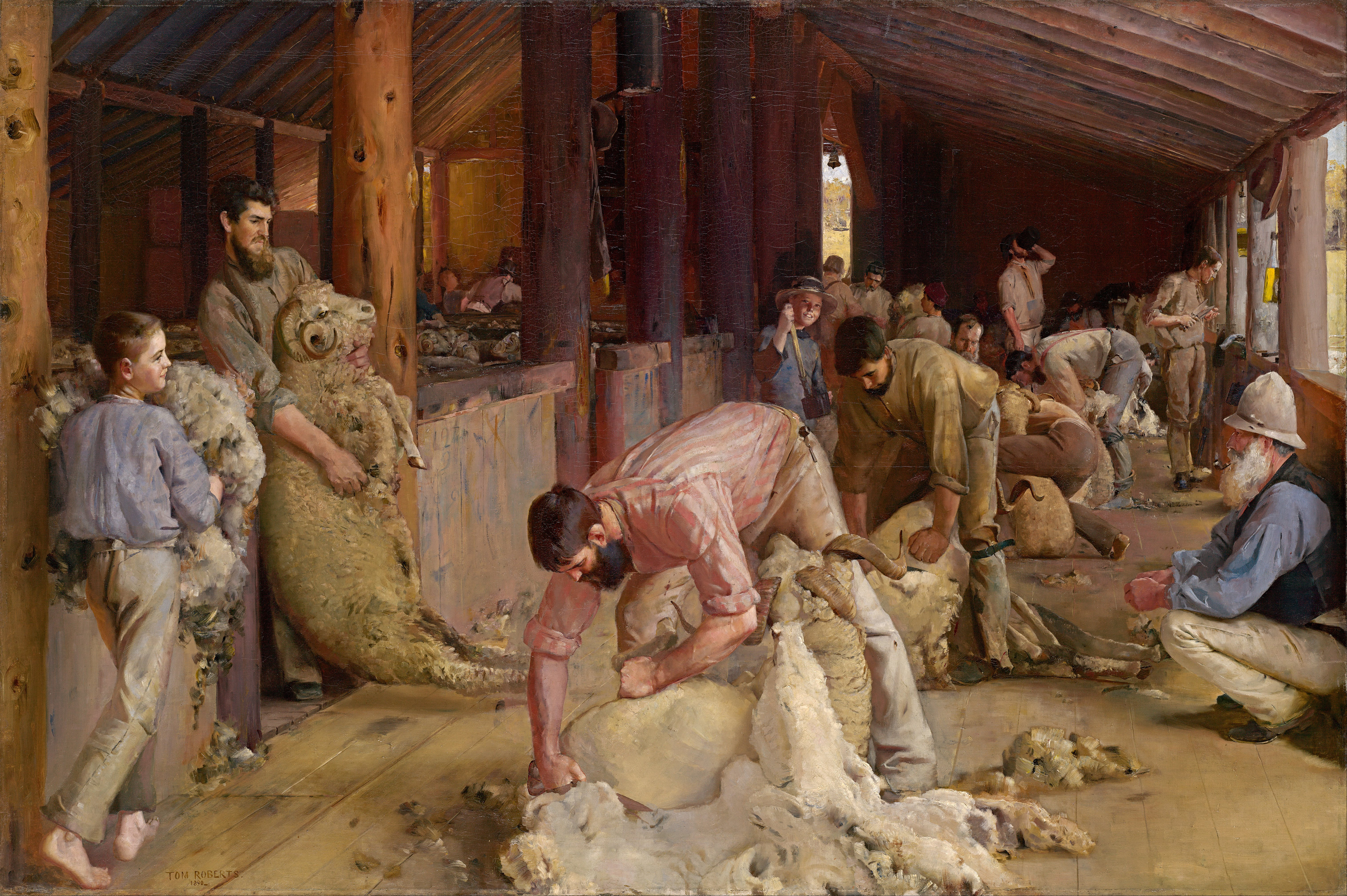
Стрижка овець, 1890, Національна галерея Вікторії
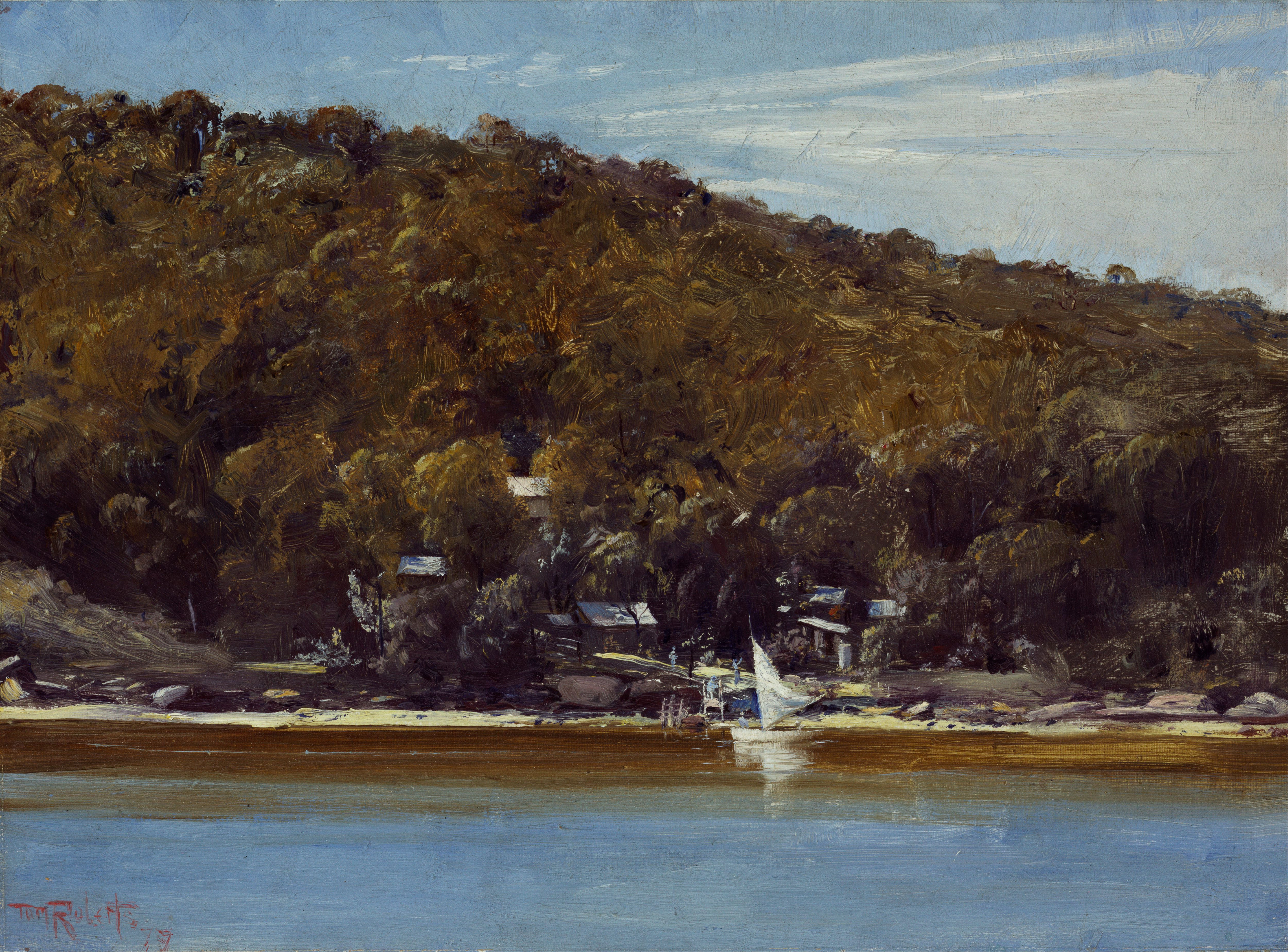
Табір, Сіріус-Коув, 1899, Художня галерея Нового Південного Уельсу
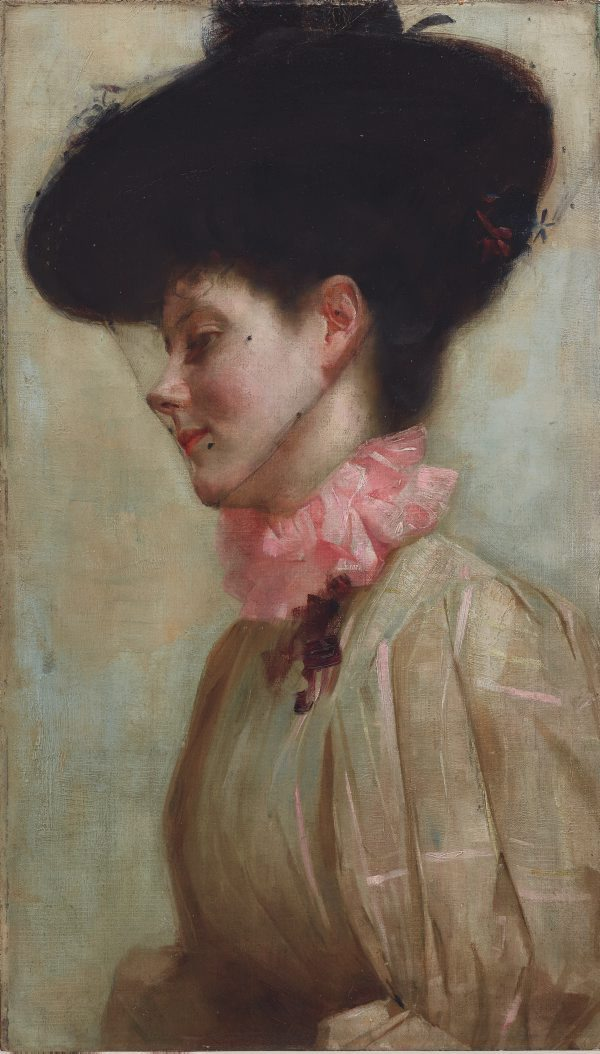
Портрет Флоренс, 1898
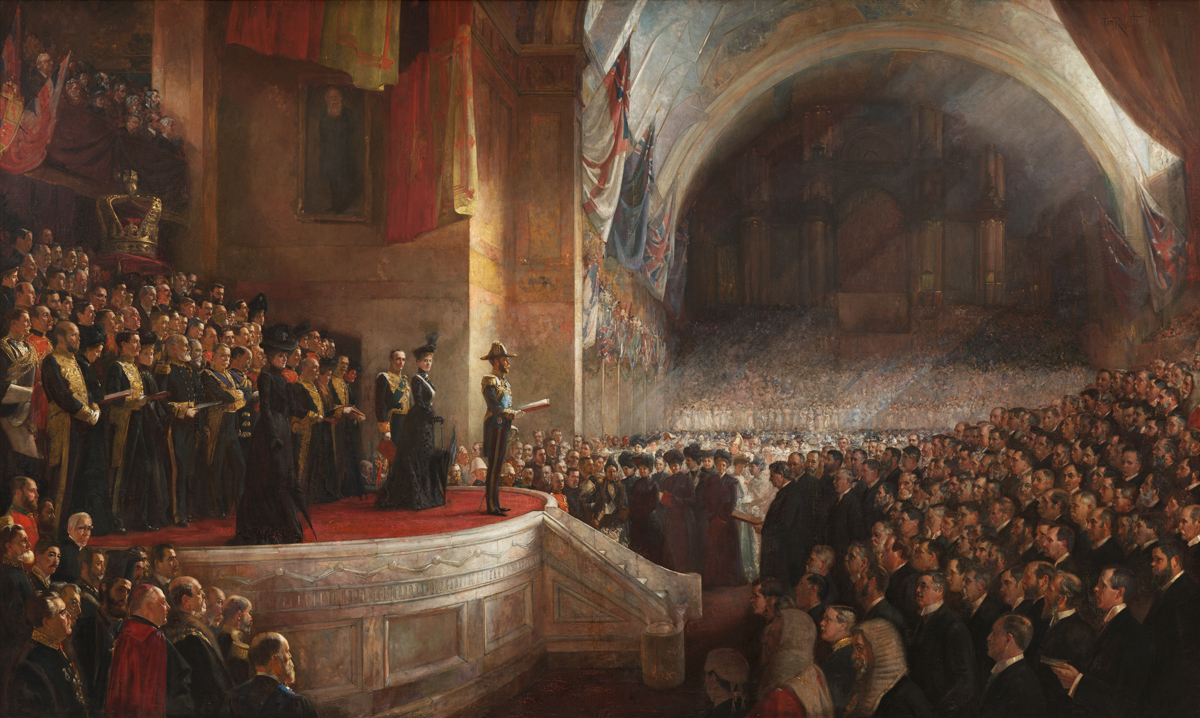
Велика картина, 1901, Національна галерея Австралії